# Korea International School
 (août 2023).
Si vous disposez d'ouvrages ou d'articles de référence ou si vous connaissez des sites web de qualité traitant du thème abordé ici, merci de compléter l'article en donnant les références utiles à sa vérifiabilité et en les liant à la section « Notes et références ».
Korea International School  est une école internationale située en Corée du Sud. L'école a ouvert ses portes en 2000 à Séoul. En 2006, l'école a ouvert un nouveau campus à Seongnam (Pangyo) au sud de Séoul. KIS offre une éducation qui s'étend de l'âge préscolaire jusqu'au lycée. KIS suit le curriculum américain, et inclut un grand nombre de cours de niveau avancé. La population de KIS est constituée en majorité d'élèves ethniquement Sud-Coréens.